# Xoài Raspuri
Xoài ' Raspuri' là một giống xoài cực kỳ phổ biến ở bang Karnataka, miền Nam Ấn Độ, đặc biệt được trồng ở và xung quanh các khu vực thành phố Bengaluru, Ramanagara, Kolar, Chikkaballapura, Tumakuru. Trái cây này còn được gọi là xoài ngọt.

## Miêu tả
Xoài Raspuri có hình bầu dục và dài khoảng 4 đến 6 inch. Vỏ của quả khi chín có màu vàng đỏ, nhưng không ăn được. Xoài có vị ngọt ấm, đôi khi có vị chua nhẹ, và có hương vị thơm đậm đà. Nó là một nguồn cung cấp vitamin A và C. tuyệt vời. Phần thịt thích hợp để chuyển đổi thành nước ép, mật hoa, đồ uống, mứt, phô mai trái cây hoặc để tự ăn hoặc với kem như một món tráng miệng. Nó cũng có thể được sử dụng để làm bánh pudding, nhân bánh, và các bữa ăn trái cây cho trẻ em, hương vị cho ngành công nghiệp thực phẩm, và cũng để làm kem và sữa chua.

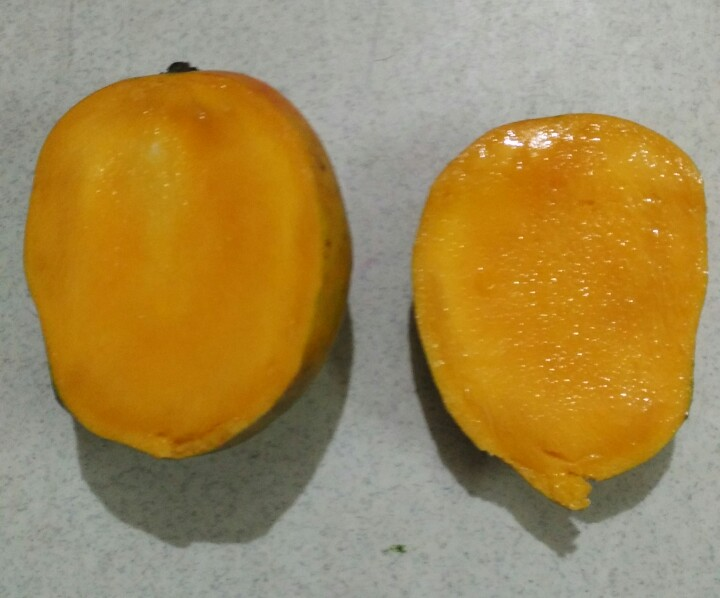
Xoài Raspuri thái lát

Xoài Raspuri có vị rất ngon ngọt. Chúng rất giàu caroten, tiền chất của Vitamin A. Xoài này được trồng rộng rãi ở phía nam Ấn Độ, chủ yếu là Karnataka. Xoài Raspuri phần lớn được trồng và ăn ở vùng Karnataka của Old Mysuru. Giống như xoài Alphanso và Totapuri, xoài Raspuri được sử dụng để làm kem, sữa chua, sinh tố, nước ép, mứt và thạch.
Một quả xoài Raspuri chín hoàn toàn được thu hoạch đúng thời điểm và chín tự nhiên có thể đánh bại tất cả các giống khác về hương vị, cũng như lượng nước ép trên mỗi quả xoài, bao gồm cả xoài Alphonso. Raspuri chín hoàn toàn có thể có màu cam, xanh lá cây, đỏ và hỗn hợp và thịt có màu vàng cam và rất thơm và ngon ngọt. Nếu quả không chín hoặc không chín tự nhiên, nó có thể có vị chua. Giống xoài này xuất hiện trên thị trường sớm hơn so với các giống khác, trong những ngày đầu tháng năm và thường được bày bán cho đến những ngày đầu tháng sáu.